# Mount Bogong

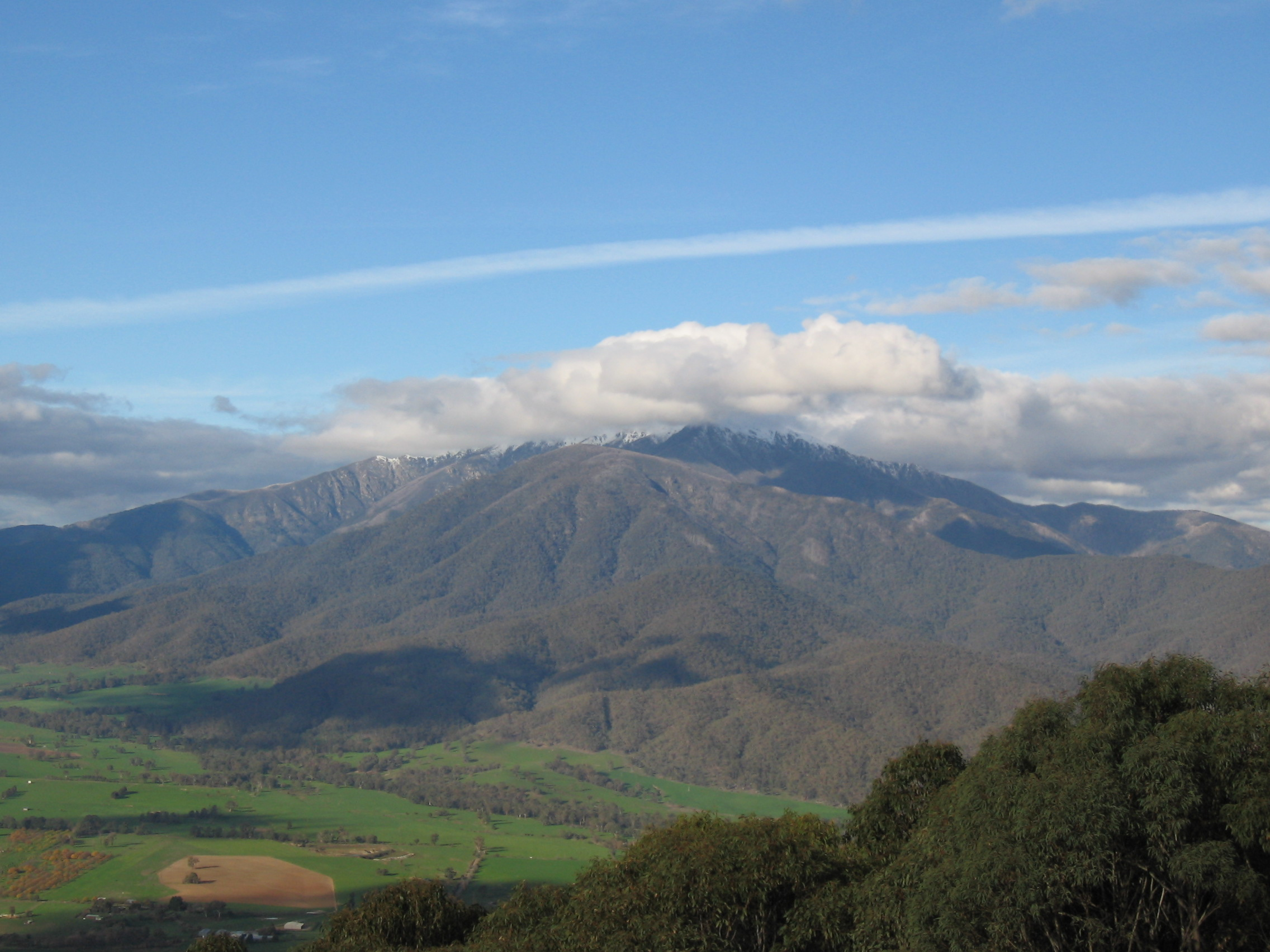
Mount Bogong von der Tawonga Gap

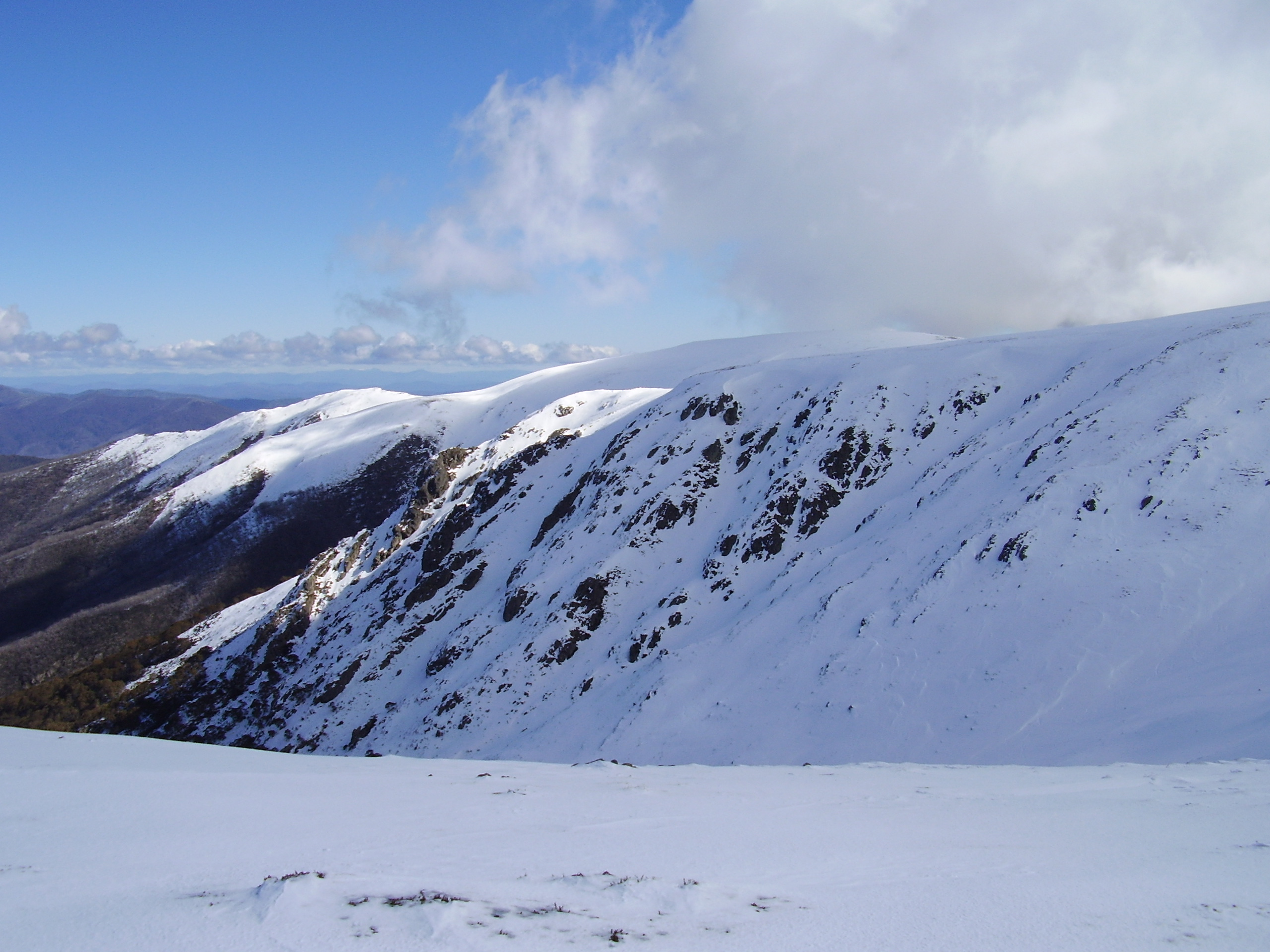
Gipfel des Mount Bogong

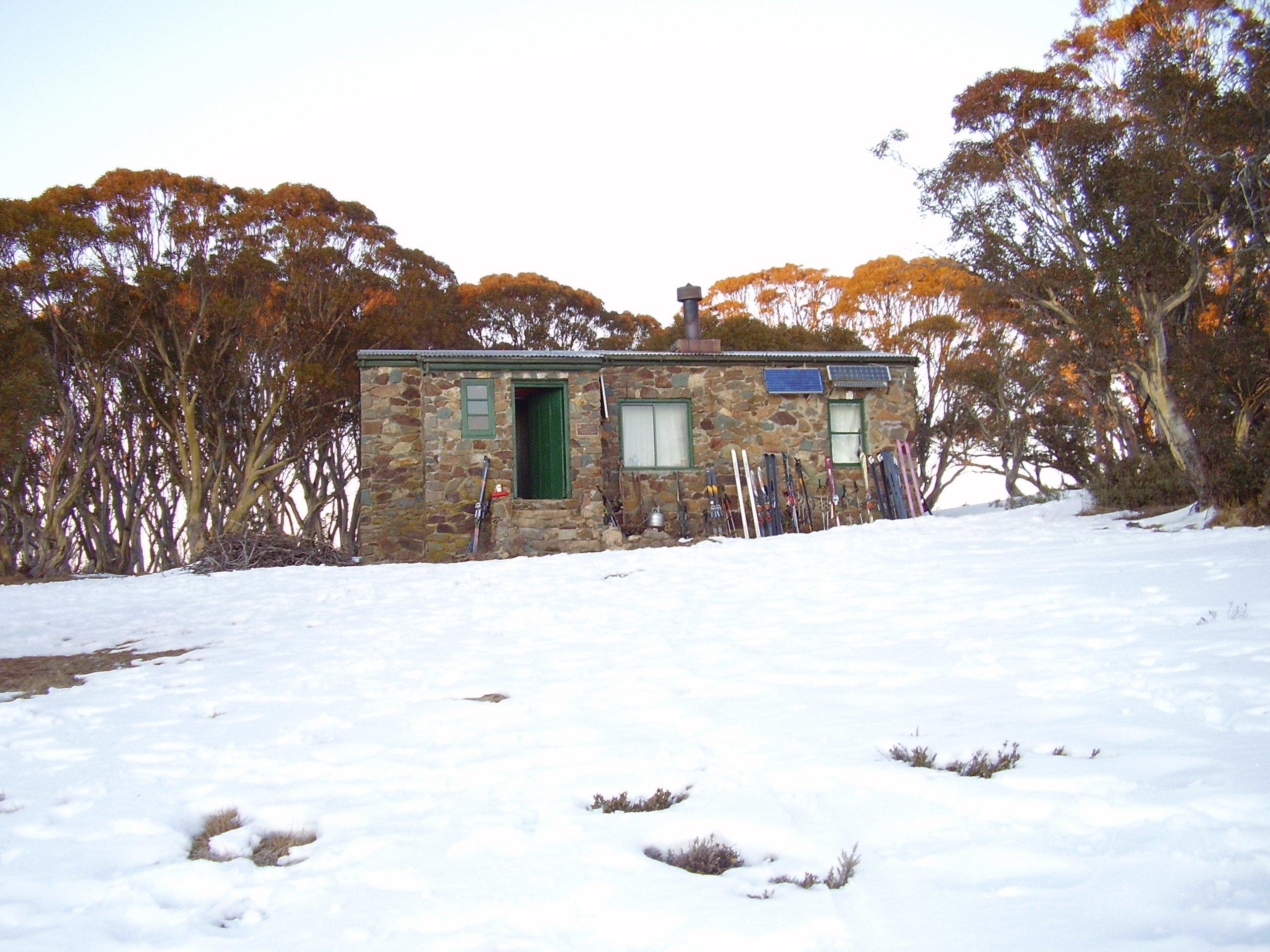
Cleve-Cole-Hütte

Der Mount Bogong, gelegen im australischen Nationalpark Alpine National Park, ist der höchste Berg des Bundesstaates Victoria. Der Big River trennt das Bergmassiv von der Hochebene Bogong High Plains im Süden. 'Bogong' ist ein Wort der Aborigines und bedeutet Bigfella (engl., umgangssprachlich  für big fellow, „großer Kerl“).
Der Mount Bogong ist im Winter ein beliebtes Ziel für Skitouristen, ist aber nur vom Hochwinter bis zum Frühjahr schneebedeckt. Von Mount Beauty ist der Berg 12 km Luftlinie oder 30 km auf der Straße oder auf Wanderwegen entfernt. Auch die Wintersportgebiete Mount Hotham und Falls Creek liegen in der Nähe. Zelten ist unterhalb der Baumgrenze sicher, aber die Gipfelregion ist sehr ausgesetzt.
Notunterkünfte sind mit der Bivouac-Hütte am Staircase-Grat, der Cleve-Cole-Hütte über dem Camp Creek an der breiten Gratlinie südlich des Gipfels und der Michell-Hütte am Eskdale-Grat verfügbar.

## Vegetation
Vom Fuß bis zu einer Höhe von ungefähr 1.300 m ist der Mount Bogong mit hohen Wäldern von Alpine Ash-Bäumen (Eucalyptus delegatensis) bedeckt, von 1.300 Metern bis 1.800 Metern Höhe befinden sich Waldgebiete unterschiedlicher Dichte mit Schnee-Eukalyptus-Bäumen (Eucalyptus pauciflora), oberhalb 1800 Metern besteht die Vegetation aus alpinen Büschen, Gräsern und Kräutern.
Ein großer Teil der Bergflanken, besonders auf der Nordseite ist durch die großen Waldbrände 2003 stark geschädigt.

## Geschichte
Dieser eindrucksvolle Berg erhebt sich über dem Tal des Kiewa River und hatte eine große Bedeutung für die örtlichen Aborigines.
Der Aborigines-Historiker Eddie Kneebone wies darauf hin, dass sich die Stämme vor dem Aufstieg zum Mount Bogong und den Bogong High Plains bei Mungabarreena (in der Nähe des heutigen Albury) am Murray River versammelten. Nach den anstehenden Zeremonien, Initiationen, Hochzeiten, Verhandlungen, Schlichtung von Streiten und Erneuerung der Allianzen und Freundschaften begaben sich die Gruppen von Albury in die Bergregionen, um die proteinreichen Bogong-Motten zu verspeisen.
Nach der Ansiedlung der Europäer wurden die Aboriginesgruppen dezimiert und die Überlebenden in Reservaten angesiedelt, oft weit weg von ihrem traditionellen Stammesgebiet. Man geht allgemein davon aus, dass die großen Besuche der Aborigines am Mount Bogong Mitte des 19. Jahrhunderts endeten. Einige Zeit lang dienten die Almen als Viehweide; danach waren die Wanderer und die Skiläufer die nächsten Gruppen, die den Berg in großer Zahl besuchten.
Im August 1936 unternahmen Mick Hull, Howard Michell und Cleve Cole die erste winterliche Durchquerung der Bogong High Plains. Die Gruppe verlief sich im Schneesturm und Cole starb an Unterkühlung, nachdem eine von Michell alarmierte Rettungsstaffel ihn und Hull gefunden hatten. Cole wurde am 22. August 1936 auf dem Cheltenham Pioneer Cemetery beerdigt. Eine Berghütte wurde 1938 gebaut und nach Cole benannt. Sie dient als Stützpunkt für Wanderer und Skitouristen. Die Nutzung der Hütte ist kostenlos, aber der Eigentümer, The Mount Bogong Club, freut sich über Spenden. Parks Victoria rät Wanderern und Skitouristen, Biwakzeug mitzuführen und sich nicht auf die Übernachtungsmöglichkeiten in den Hütten zu verlassen.
Coles Tod zeigt die Gefahren am Mount Bogong und in den australischen Alpen generell auf. Das Gebirge ist alt und verwittert. Seine geringe Höhe und seine runden, flachen Kuppen machen Wanderern und Skitourengehern die Ersteigung leicht, aber wenn man im Schneesturm über die steilen Bergflanken absteigen muss, so ist dies schwierig und gefährlich.

## Aufstiegsrouten
Es gibt etliche Aufstiegsrouten für Bergsteiger, wie z. B. (im Uhrzeigersinn von Nordwesten gelistet):
- Staircase-Grat
- Eskdale-Grat
- Granite-Flat-Grat
- Long-Grat
- Duane-Grat
- Quartz Ridge

Allen Routen überwinden einen Höhenunterschied von mehr als 600 vom Sattel oder Bach am Beginn der Route bis zum Gipfel.
Die beiden wichtigsten Routen sind der Staircase-Grat und der Eskdale-Grat. Beide beginnen am Mountain-Creek-Picknickplatz. Ein Feuerlöschweg, der mit Fahrzeugen mit Allradantrieb zu befahren und im Winter gesperrt ist, verbindet die Ausgangspunkte beider Wege. Beide Wege sind mäßig schwierig. Der Staircase-Grat ist 8 km lang und ist in 4–6 Stunden Gehzeit im Aufstieg zu bewältigen. Der Eskdale-Grat hat eine Länge von 10 km und man benötigt 5 ½ – 7 ½ Stunden für den Aufstieg.
Der Staircase-Grat gilt als recht steil. Nach 5 km kommt man zur Bivouac-Hütte auf einem kleinen Absatz des Grates. Die Schutzhütte kann als Notunterkunft und Rastplatz vor dem Gipfelaufstieg dienen.
Der Eskdale-Grat ist nur dann die kürzere Alternative, wenn ein Fahrzeug mit Allradantrieb zur Verfügung steht. Ansonsten ist er einfach nur länger als der Staircase-Grat. Mit dem allradgetriebenen Fahrzeug kann man vom Mountain Creek, wo der Weg beginnt, zur Camp Creek Gap fahren, von wo aus man den Gipfel in ca. 2 ½ Stunden erreichen kann. Dies ist auch der einfachste Aufstiegsweg im Winter, wenn der Fahrweg nicht verschneit ist.
Etwas mehr als die Hälfte des Weges den Eskdale-Grat hinauf steht die Michell-Hütte, die 2003 abgebrannt ist und später wieder aufgebaut wurde. Auch dort ist eine Notunterkunft verfügbar, ebenso wie ein Zeltplatz, Toiletten und ein Rastplatz vor dem Aufstieg zu jenem Punkt an der Baumgrenze, wo der Eskdale-Grat auf den Granite-Flat-Grat trifft. Dort ist wiederum ein guter aber ausgesetzter Zeltplatz.
Der Granite-Flat-Grat ist auch eine Aufstiegsmöglichkeit zum Gipfel. Die Zufahrt mit einem allradgetriebenen Fahrzeug ist entweder vom Eskdale-Grat oder – nicht im Winter (!) – als Fortsetzung des Fahrweges über die Camp Creek Gap. Vom Ende dieses Fahrweges muss man noch 1 ½ Stunden zum Gipfel wandern. Insgesamt ist der letztgenannte Weg nicht schneller, nur die Wanderstrecke ist kürzer.
Oberhalb der Baumgrenze sind sowohl der Eskdale-Grat als auch der Staircase-Grat sehr Wind und Wetter ausgesetzt, besonders im Winter. Der Weg kann dann – insbesondere nach 16.00 Uhr – sehr eisig und gefährlich werden.

## Trivia
Den gleichen Namen wie der Berg trägt die Hochebene Bogong High Plains sowie die Bogong-Motte.